# Wola Polska (Mińsk)
Pour les articles homonymes, voir Wola Polska.
Wola Polska (prononciation : [ˈvɔla ˈpɔlska]) est un village polonais de la gmina de Jakubów dans le powiat de Mińsk de la voïvodie de Mazovie dans le centre-est de la Pologne.
Il se situe à environ 5 kilomètres au nord de Jakubów (siège de la gmina), 11 kilomètres au nord-est de Mińsk Mazowiecki (siège du powiat) et à 46 kilomètres à l'est de Varsovie (capitale de la Pologne).

## Histoire
De 1975 à 1998, le village appartenait administrativement à la voïvodie de Siedlce.